# Þorlákur Runólfsson
Pour les articles homonymes, voir Þorlákur.
 (août 2025).
Si vous disposez d'ouvrages ou d'articles de référence ou si vous connaissez des sites web de qualité traitant du thème abordé ici, merci de compléter l'article en donnant les références utiles à sa vérifiabilité et en les liant à la section « Notes et références ».
Þorlákur Runólfsson (né en 1086 et décédé en 1133) est une personnalité religieuse médiévale islandaise, évêque catholique de Skálholt entre 1118 et 1133.